# Fußball-Zentralasienmeisterschaft 2025
Die Fußball-Zentralasienmeisterschaft 2025 (offiziell 2025 CAFA Nations Cup) ist die zweite Austragung des Turniers und findet vom 29. August bis zum 8. September 2025 in Tadschikistan und Usbekistan statt. Titelverteidiger ist der Iran.
Sechs Mannschaften aus dem zentralasiatischen Raum und zwei Gäste spielen um den Titel des Zentralasienmeisters. Es nehmen alle sechs Mitglieder der Central Asian Football Association (CAFA) und mit Indien ein Mitglied der South Asian Football Federation und mit dem Oman ein Mitglied der West Asian Football Federation teil.

## Teilnehmer, Modus und Spielorte
Im April 2025 wurde die zweite Austragung des Turniers für September 2025 angekündigt. Zweieinhalb Monate später wurden mit Tadschikistan und Usbekistan die beiden Gastgeber und mit allen sechs CAFA-Mitgliedern sowie den zwei Gastmannschaften aus Malaysia und dem Oman die acht Teilnehmer genannt. Die Gruppenauslosung fand am 3. Juli 2025 statt. Die sechs CAFA-Mannschaften wurde dabei nach ihrer Platzierung in der FIFA-Weltrangliste vom 3. April 2025 in drei Löstöpfe verteilt. Die Gastmannschaften aus Malaysia und dem Oman wurden automatisch in Topf 4 gesetzt. Zwei Wochen nach der Auslosung zog sich Malaysia allerdings vom Wettbewerb zurück und wurde Ende Juli 2025 schließlich durch Indien ersetzt.
Es wird zunächst in zwei Gruppen mit jeweils vier Mannschaften ein Rundenturnier ausgespielt. Die beiden Gruppensieger qualifizieren sich für das Finale, während die beiden Zweitplatzierten das Spiel um Platz 3 erreichen. Die Spiele der Gruppe A sowie das Finale finden im Paxtakor-Zentral-Stadion und im Bunyodkor-Stadion in der usbekischen Hauptstadt Taschkent statt, während die Spiele der Gruppe B sowie das Spiel um Platz 3 im Hissor-Zentralstadion in der tadschikischen Stadt Hissor stattfinden.

## Gruppenphase

### Gruppe A
| Pl. | Land         | Sp. | S | U | N | Tore    | Diff. | Punkte |
| --- | ------------ | --- | - | - | - | ------- | ----- | ------ |
| 1.  | Usbekistan   | 0   | 0 | 0 | 0 | 000:000 | ±0    | 0      |
| 1.  | Kirgisistan  | 0   | 0 | 0 | 0 | 000:000 | ±0    | 0      |
| 1.  | Turkmenistan | 0   | 0 | 0 | 0 | 000:000 | ±0    | 0      |
| 1.  | Oman         | 0   | 0 | 0 | 0 | 000:000 | ±0    | 0      |

| 30. August 2025 in Taschkent (Paxtakor)    |   |              |           |
| Kirgisistan                                | – | Turkmenistan | –:– (–:–) |
| 30. August 2025 in Taschkent (Bunyodkor)   |   |              |           |
| Usbekistan                                 | – | Oman         | –:– (–:–) |
| 2. September 2025 in Taschkent (Paxtakor)  |   |              |           |
| Oman                                       | – | Kirgisistan  | –:– (–:–) |
| 2. September 2025 in Taschkent (Bunyodkor) |   |              |           |
| Turkmenistan                               | – | Usbekistan   | –:– (–:–) |
| 5. September 2025 in Taschkent (Paxtakor)  |   |              |           |
| Turkmenistan                               | – | Oman         | –:– (–:–) |
| 5. September 2025 in Taschkent (Bunyodkor) |   |              |           |
| Usbekistan                                 | – | Kirgisistan  | –:– (–:–) |

### Gruppe B
| Pl. | Land          | Sp. | S | U | N | Tore    | Diff. | Punkte |
| --- | ------------- | --- | - | - | - | ------- | ----- | ------ |
| 1.  | Iran          | 0   | 0 | 0 | 0 | 000:000 | ±0    | 0      |
| 1.  | Tadschikistan | 0   | 0 | 0 | 0 | 000:000 | ±0    | 0      |
| 1.  | Afghanistan   | 0   | 0 | 0 | 0 | 000:000 | ±0    | 0      |
| 1.  | Indien        | 0   | 0 | 0 | 0 | 000:000 | ±0    | 0      |

| 29. August 2025 in Hissor   |   |               |           |
| Iran                        | – | Afghanistan   | –:– (–:–) |
| 29. August 2025 in Hissor   |   |               |           |
| Tadschikistan               | – | Indien        | –:– (–:–) |
| 1. September 2025 in Hissor |   |               |           |
| Indien                      | – | Iran          | –:– (–:–) |
| 1. September 2025 in Hissor |   |               |           |
| Afghanistan                 | – | Tadschikistan | –:– (–:–) |
| 4. September 2025 in Hissor |   |               |           |
| Afghanistan                 | – | Indien        | –:– (–:–) |
| 4. September 2025 in Hissor |   |               |           |
| Tadschikistan               | – | Iran          | –:– (–:–) |

## Finalrunde

### Spiel um Platz 3
| 8. September 2025 in Hissor |   |                  |           |
| Zweiter Gruppe A            | – | Zweiter Gruppe B | –:– (–:–) |

### Finale
| Erster Gruppe A                                    | Erster Gruppe A                                                       | Erster Gruppe B                                                       | Erster Gruppe B |
| -------------------------------------------------- | --------------------------------------------------------------------- | --------------------------------------------------------------------- | --------------- |
| Erster Gruppe A                                    | \| Finale \| \| 8. September 2025 in Taschkent (Bunyodkor-Stadion) \| | \| Finale \| \| 8. September 2025 in Taschkent (Bunyodkor-Stadion) \| | Erster Gruppe B |
| Finale                                             |                                                                       |                                                                       |                 |
| 8. September 2025 in Taschkent (Bunyodkor-Stadion) |                                                                       |                                                                       |                 |